# Sears Modern Homes

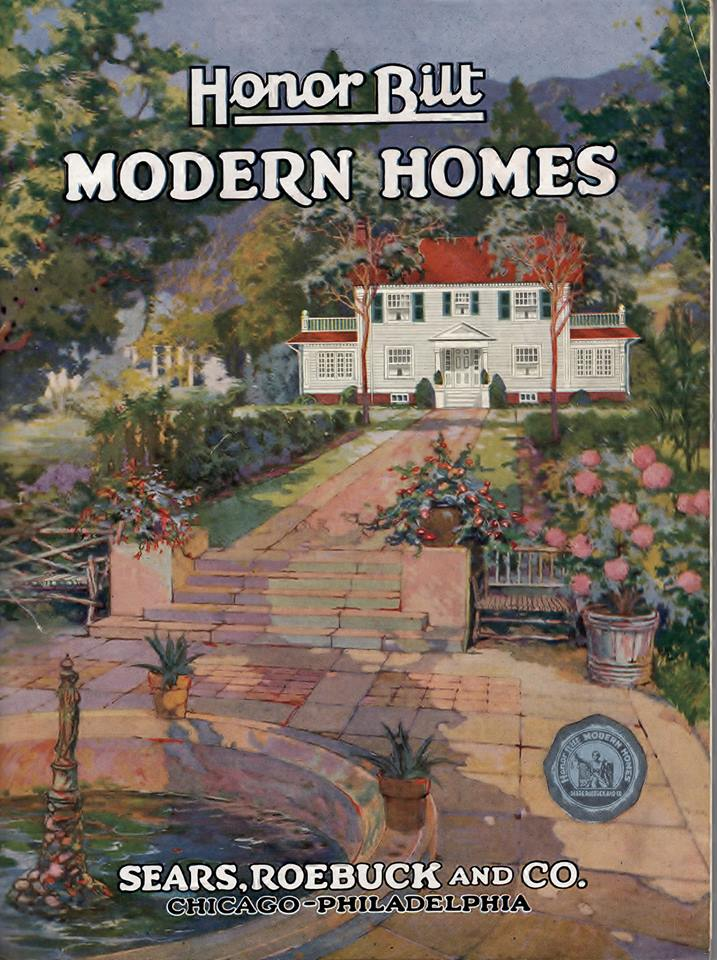
Deckblatt des Sears-Modern-Homes-Katalogs von 1922

Sears Modern Homes waren Häuser, die hauptsächlich über Kataloge und Versandhandel von Sears, Roebuck and Co., einem amerikanischen Einzelhändler, verkauft wurden.
Von 1908 bis 1942 verkaufte Sears nach eigenen Angaben mehr als 70.000 dieser Häuser. Sears Modern Homes wurden hauptsächlich von Kunden in Staaten an der US-amerikanischen Ostküste und in Staaten im mittleren Westen gekauft, jedoch gab es auch Käufer in anderen Regionen, z. B. in Florida (Süden), in Kalifornien (Westen) oder in Alaska oder Kanada (Norden). Als Sears das Modern-Homes-Programm beendete, existierte keine vollständige Dokumentation der Verkäufe, aber die Forschung erstellt eine wachsende Datenbank der ermittelten Häuser.
Sears Modern Homes bot in der 34-jährigen Geschichte des Programms mehr als 370 Designs in einer Vielzahl von architektonischen Stilen und Größen an. Die meisten Häuser verfügten über die neuesten Annehmlichkeiten, die Hauskäufern in der ersten Hälfte des zwanzigsten Jahrhunderts zur Verfügung standen, z. B. Gebäudeheizungen, Trinkwasserleitungen, Telefon, und Elektrizität.
Diese Bausätze wurden häufig mit Eisenbahnwaggons verschickt und enthielten die meisten der für den Bau eines Hauses erforderlichen Materialien. Viele dieser Häuser wurden von den neuen Hausbesitzern, Verwandten, Freunden und Nachbarn zusammengebaut, vergleichbar mit dem traditionellen Barn Raising der Farmer. Andere Hausbesitzer beauftragten örtliche Zimmerleute oder Bauunternehmer mit der Montage. In einigen Fällen bot Sears Baudienstleistungen für die Montage der Häuser an. Einige Bauherren und Unternehmen kauften Häuser direkt von Sears, um sie als Musterhäuser, Spekulationsobjekte oder Häuser für Kunden oder Mitarbeiter zu verwenden. Zeitungsanzeigen in den späten 1920er und frühen 1930er Jahren zeigten, dass Sears den Käufern, die in einem Umkreis von 35 Meilen um das Werk in Newark, New Jersey, oder das Unternehmen Sash & Door in Norwood, Ohio, wohnten, die Lieferung per Lkw anbot.
Sears stellte den Modern-Homes-Katalog nach 1940 ein, während der Verkauf über die örtlichen Verkaufsstellen bis 1942 fortgesetzt wurde. Jahre später wurden die Unterlagen über den Verkauf von Häusern bei einer Aufräumaktion des Unternehmens vernichtet. Da nur ein kleiner Prozentsatz dieser Häuser zum Zeitpunkt ihres Baus dokumentiert wurde, sind für die Suche nach diesen Häusern heute oft detaillierte Nachforschungen erforderlich, um sie richtig zu identifizieren. Da die verschiedenen Bausatzhersteller häufig Grundrisselemente oder Designs voneinander kopierten, gibt es eine Reihe von Katalog- und Bausatzmodellen verschiedener Hersteller, die den von Sears angebotenen Modellen ähnlich oder sogar identisch sind. Um festzustellen, welches Unternehmen ein bestimmtes Katalog- und Bausatzhaus hergestellt hat, sind zumeist zusätzliche Nachforschungen erforderlich.

## Geschichte

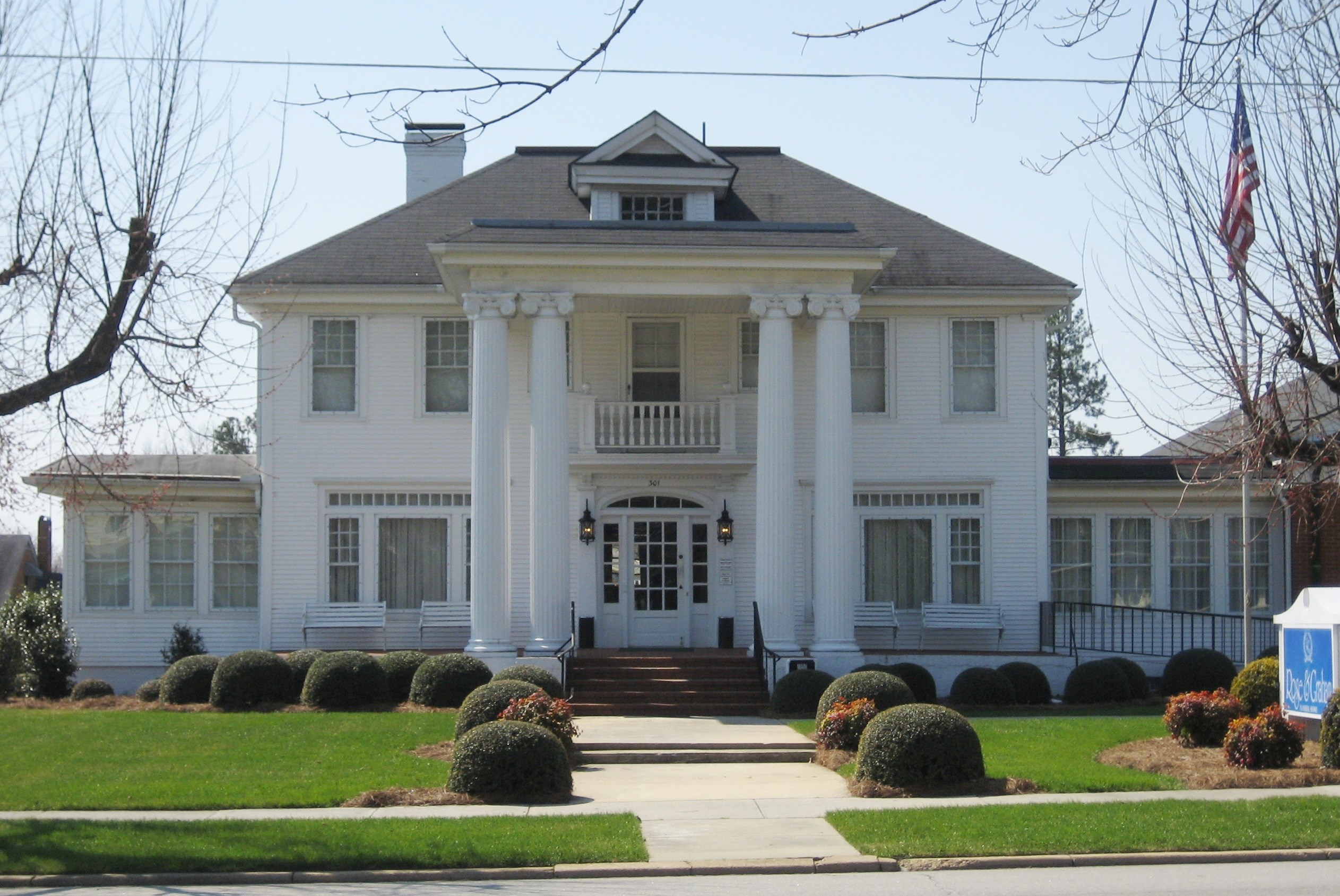
Sears Magnolia in Benson, North Carolina

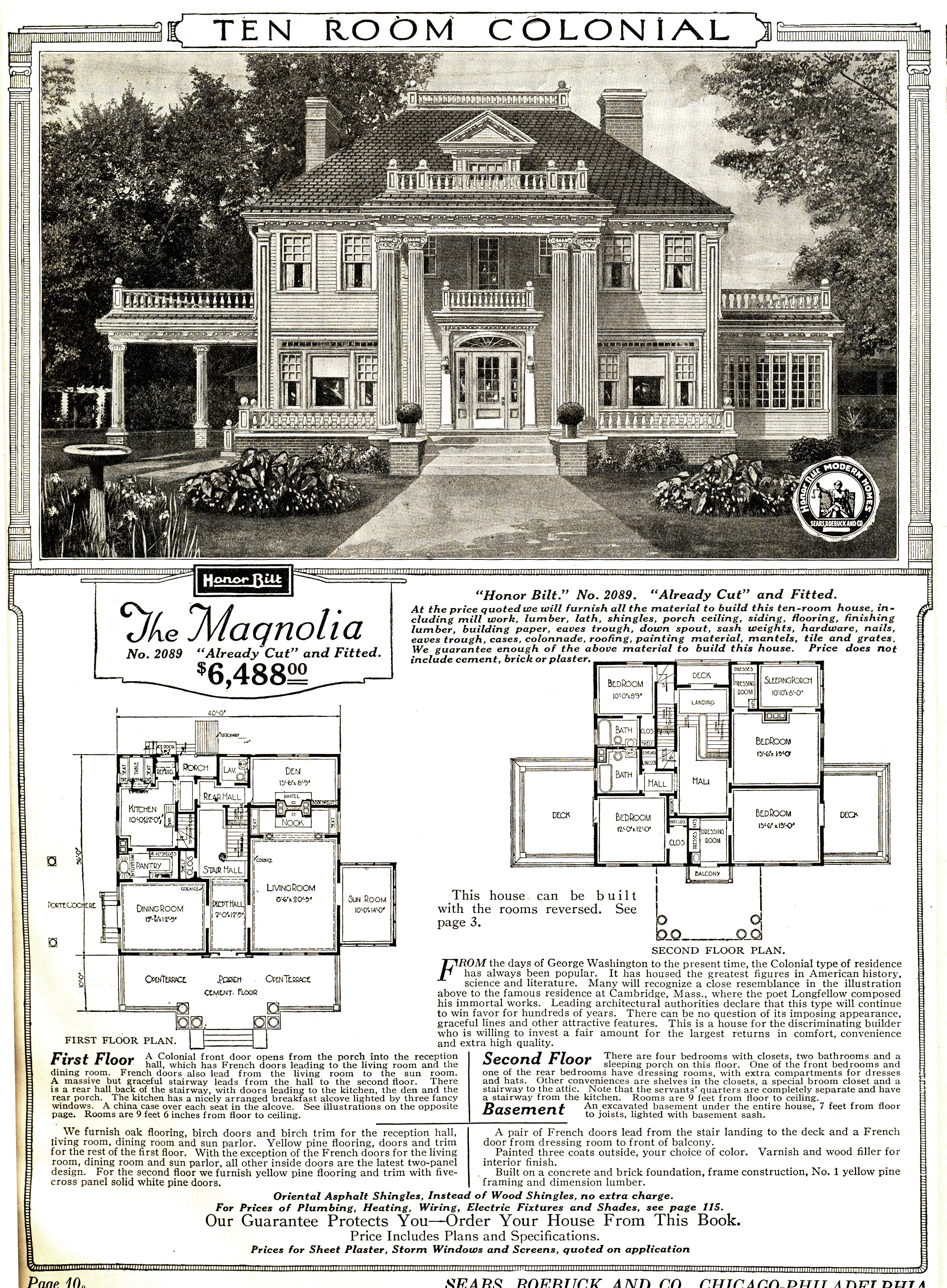
Katalogbild und Grundriss des Modells Sears Magnolia

### 1908–1940
1906 wurde Frank W. Kushel, einem Sears-Manager, die Verantwortung für die unrentable Baumaterialabteilung des Katalogunternehmens übertragen. Die Verkäufe waren rückläufig, und in den Lagerhäusern schlummerten überschüssige Bestände. Kushel wird zugeschrieben, dass er Richard Sears vorschlug, Bausätze mit allen benötigten Teilen zusammenzustellen und ganze Häuser über den Versandhandel zu verkaufen. Im selben Jahr bot die Aladdin Company aus Bay City, Michigan die ersten Bausatzhäuser über den Versandhandel an.
Im Jahr 1908 gab Sears seinen ersten Spezialkatalog für Häuser heraus, „Book of Modern Homes and Building Plans“, mit 44 Hausmodellen, deren Preis zwischen 360 US-Dollar (entspricht heute 12.208 US-Dollar) und 2.890 US-Dollar (entspricht heute 98.003 US-Dollar) lag. Der erste Versandauftrag für ein Sears-Haus wurde in diesem Jahr ausgeführt. Da die Versandhauskataloge von Sears bereits an Millionen von Haushalten verschickt wurden, hatte das Unternehmen einen deutlichen Vorteil gegenüber anderen Bausatzhaus-Konkurrenten.
Mit steigendem Umsatz dehnte Sears seine Produktions-, Versand- und Verkaufsbüros auf Standorte in den gesamten USA aus. Um die für den Geschäftsbereich Modern Homes benötigten Materialien bereitzustellen, betrieb Sears ein Holzwerk in Cairo, Illinois. Im Jahr 1912 kaufte Sears die Norwood Sash and Door Company in Norwood, Ohio (die hauptsächlich für die Herstellung von Türen, Fenstern und anderen Holzarbeiten genutzt wurde) und eröffnete 1926 ein großes Holzlager in Port Newark, NJ. Durch die Massenproduktion der in den Sears-Häusern verwendeten Materialien konnten die Herstellungskosten gesenkt werden, so dass Sears die Einsparungen in Form niedrigerer Preise an die Kunden weitergeben konnte.
Vor 1916 musste der Hausbauer das von Sears gelieferte Holz selbst zuschneiden. Diese Häuser aus der Zeit vor 1916 werden im Allgemeinen als Kataloghäuser und nicht als Bausatzhäuser bezeichnet. Vorgeschnittenes Bauholz, eine von Aladdin Company eingeführte Innovation, wurde erstmals 1916 von Sears angeboten. Das für die jeweilige Verwendung vorgeschnittene Holz wurde auf die entsprechenden Längen und Winkel zugeschnitten, und mit  Buchstaben- und Zahlencodes gestempelt, die mit den Etiketten auf den Bauplänen übereinstimmten. Durch den Zuschnitt des Holzes konnte die Bauzeit nach Angaben von Sears um bis zu 40 % verkürzt werden. Der von Sears verwendete „Skelettbau“ erforderte kein Team von qualifizierten Zimmerleuten, wie dies bei früheren Methoden der Fall war. Ballonrahmen konnten schneller gebaut werden und erforderten in der Regel nur einen Zimmerer. Bei diesem System wurden vorgeschnittene Bauhölzer in den meisten amerikanischen Standardgrößen (2″×4″ und 2″×8″) für die Rahmung verwendet. Bei Skelettrahmensystemen werden nur Nägel für die Verbindungen zwischen den Fugen verwendet, während bei früheren Methoden schwerere Balken und Dübel zum Einsatz kamen. Die ersten Skelettstrukturen waren sehr einfach, damit die Hauskäufer sie selbständig zusammenbauen konnten, und auch, weil die Konstrukteure die Auswirkungen der Methode noch nicht erkannt hatten.
Der durchschnittliche Sears Modern Home-Bausatz, der per Eisenbahnwaggon versandt und dann in der Regel per Lkw zum Bauplatz transportiert wurde, umfasste etwa 25 Tonnen Material mit mehr als 30.000 Teilen. Sanitär-, Elektro- und Heizungsanlagen waren Optionen, die gegen Aufpreis bestellt werden konnten; sie waren für viele Familien der erste Schritt in Richtung moderner HLK-Systeme, Küchen und Badezimmer. Während des Modern Homes-Programms wurden große Mengen von Bitumen Dachschindeln verfügbar. Diese waren billig in der Herstellung und im Versand und ließen sich einfach und kostengünstig installieren. Sears bot auch ein Gipskartonprodukt an, das modernen Trockenbauwänden ähnelte (unter dem Namen Goodwall) und eine Alternative zu den Gips- und Lattenwandbautechniken darstellte, die erfahrene Zimmerleute und Stuckateure erforderten. Dieses Produkt bot die Vorteile eines niedrigen Preises, einer einfachen Installation und eines zusätzlichen Brandschutzes. Die örtlichen Bauvorschriften verlangten mitunter, dass bestimmte Elemente des Hausbaus professionell ausgeführt werden mussten, was je nach Standort des Hauses unterschiedlich war.

### Wirtschaftliche Aspekte
Sears begann um 1912 mit dem Angebot von Finanzierungsplänen. Die ersten Hypothekendarlehen hatten in der Regel eine Laufzeit von 5 bis 15 Jahren und einen Zinssatz von 6 bis 7 %. Die Verkäufe erreichten 1929, kurz vor der Großen Depression, ihren Höhepunkt. Die Finanzierung durch Sears verhalf zwar vielen Hausbesitzern zum Kauf eines Eigenheims, aber während der darauf folgenden Weltwirtschaftskrise gerieten einige dieser Käufer in Verzug. Das Unternehmen war gezwungen, 11 Millionen Dollar an ausgefallenen Schulden abzuschreiben. Das Hypothekenprogramm war auch ein Desaster für die Öffentlichkeitsarbeit, da viele der Familien, die Sears zwangsfinanzierte, sich weigerten, weitere Geschäfte mit dem Unternehmen zu tätigen.
Ende 1933 stellte Sears das Angebot von Hypotheken ein. Im Jahr 1935 hieß es in einigen Zeitungsberichten, dass Sears die „Abteilung für moderne Häuser“ eingestellt habe. Es gibt jedoch keine Beweise dafür, dass Sears den Verkauf von Eigenheimen tatsächlich eingestellt hat, und das Unternehmen gab während der gesamten 1930er Jahre weiterhin einen neuen „Modern Homes“-Katalog heraus. Der Verkauf von Eigenheimen erholte sich langsam, als die Vereinigten Staaten die Große Depression hinter sich ließen.

### Nach 1940
Der letzte „Modern Homes“-Katalog wurde 1940 herausgegeben. Obwohl manchmal behauptet wird, dass nach 1940 keine Sears-Bausatzhäuser mehr gebaut wurden, bot Sears bis 1941 und Anfang 1942 weiterhin vorgeschnittene Bausatzhäuser an. Die Werbung für Sears Modern Homes erschien bis Mai 1942. Viele dieser Häuser aus der Zeit nach 1940 basierten auf Modellen aus den Sears-Katalogen von 1940 und früher, aber nicht alle, was zu Diskussionen darüber führte, ob diese Häuser als „Sears Modern Homes“ bezeichnet werden konnten. Da diese Häuser unter Verwendung von vorgeschnittenem Holz und von Sears zur Verfügung gestellten Plänen gebaut wurden, können diese Häuser als „Sears Modern Homes“ betrachtet werden. Viele dieser Häuser wurden in den von Sears geplanten „Home-Club-Plan“-Siedlungen in New Jersey, New York, Ohio und Pennsylvania gebaut.

## Modelle
Die beliebtesten Modelle erschienen mehrere Jahre lang im Katalog. Andere Modelle erschienen nur für ein Jahr. Von einigen der weniger beliebten Modelle sind keine gebauten Exemplare gefunden worden. Einige Modelle wurden sowohl mit Holzverkleidung als auch mit Ziegelverkleidung angeboten und trugen unterschiedliche Namen für den gleichen oder fast identischen Grundriss. Einige der beliebtesten Modelle waren:
Alhambra,
Argyle,
Avondale,
Barrington,
Conway/Uriel,
Cornell,
Crafton,
Crecent,
Dover,
Elsmore,
Gladstone/Langston,
Hampton,
Hathaway,
Lewiston,
Lynnhaven,
Maplewood,
Osborn,
Starlight,
Sunlight,
Vallonia,
Westly,
Willard,
Winona.
Das größte und eines der teuersten Modelle von Sears war Magnolia. Es sind nur noch sieben Magnolias bekannt. Ein Magnolia, das in Lincoln, Nebraska, gebaut wurde, wurde 1985 abgerissen.
Neben Häusern wurde im Sears-Katalog von 1908 auch ein Bausatz-Schulhaus mit dem Modellnamen „Schoolhouse No. 5008“ angeboten. Das zweistöckige Schulhaus kostete 11.500 $ (was heute 349,496 $ entspricht) und umfasste sechs Klassenzimmer, eine Bibliothek, ein Auditorium und ein Büro für den Hausmeister. 1908 war das einzige Jahr, in dem das Schulhaus im Katalog erschien. Es ist nicht bekannt, ob überhaupt welche gekauft oder gebaut wurden.
Für die Entwürfe von Sears gab es keinen einzigen Architekten. Viele der berühmten Entwürfe wurden aus anderen Quellen entnommen und/oder von Architekten gekauft, aber gerade so weit verändert, dass sie als eigene Entwürfe beworben werden konnten. Später in der Zeitlinie von Modern Homes hatte Sears zwar eigene Designer, bezeichnete sie aber als „Experten“ und nicht als tatsächliche Architekten.

## Modern Homes identifizieren

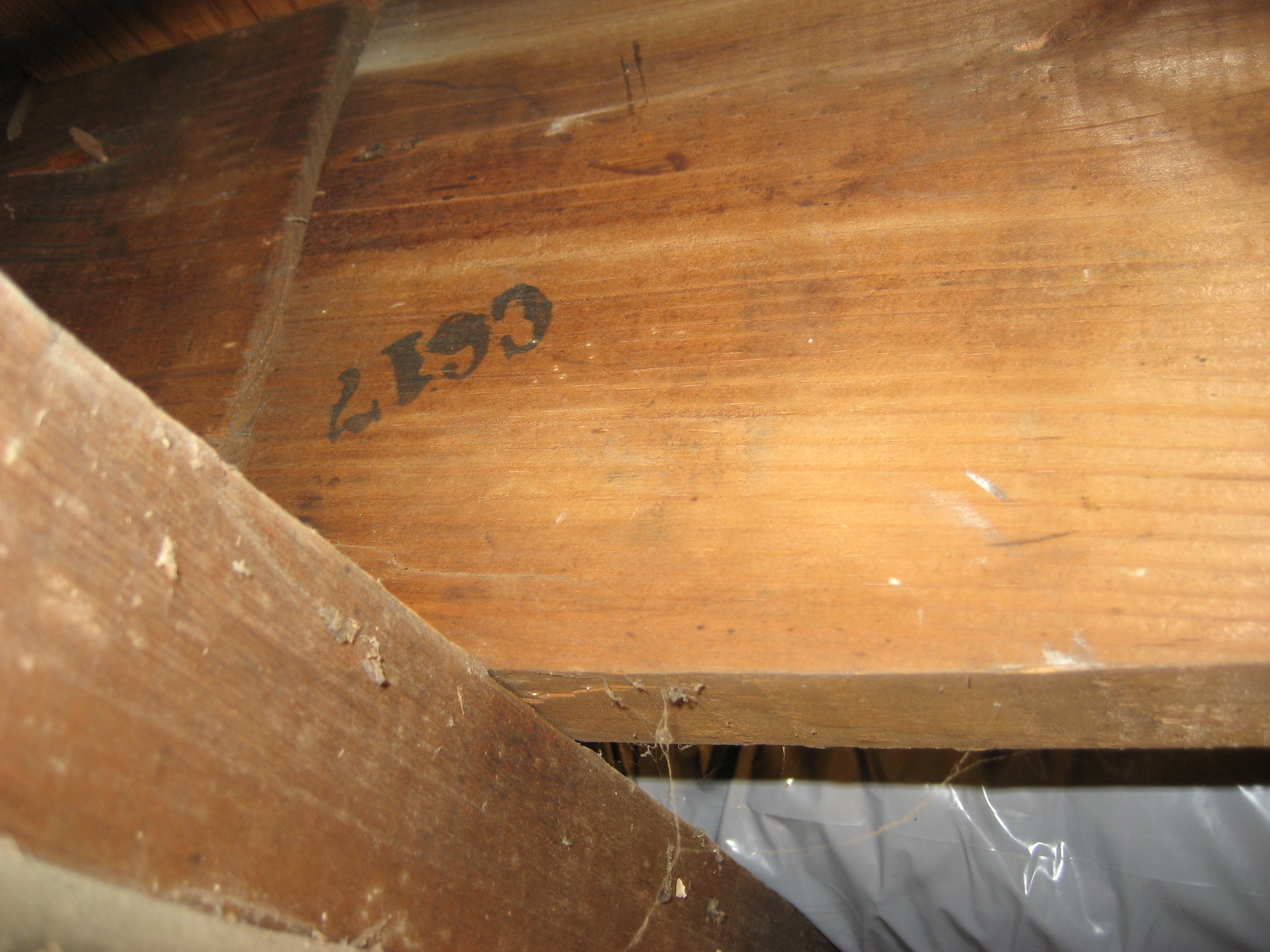
Gestempeltes Holz in einem Sears-Haus

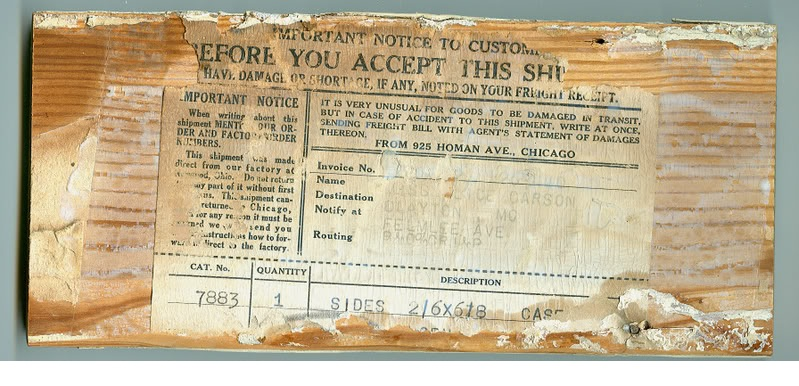
Versandlabel eines Sears-Hauses

Die Identifizierung von Sears Homes ist unter Geschichtsinteressierten zu einem beliebten Zeitvertreib geworden, denn sie zeichnen sich durch ihre robuste Struktur, den Do-it-yourself-Charakter der Konstruktion und die beliebten architektonischen Konzepte aus. Viele Häuser, die als Sears Homes bezeichnet werden, sind jedoch keine echten Sears Homes, sondern entweder das Produkt eines anderen Bausatzhausherstellers oder überhaupt kein Bausatzhaus. Zu den nationalen und regionalen Wettbewerbern auf dem Katalog- und Bausatzhausmarkt gehörten Aladdin, Bennett, Gordon-Van Tine, Harris Brothers, Lewis, Pacific Ready Cut Homes, Sterling und Montgomery Ward (Wardway) Homes.
Sears-Häuser können mit den folgenden Methoden identifiziert oder authentifiziert werden:
1. Sears Modern Homes wurden zwischen 1908 und 1942 verkauft. Es ist umstritten, ob einige Häuser von Sears, die 1941 und 1942 gebaut wurden, als Sears Modern Homes gelten können. Einige dieser Häuser basierten auf Modellen, die im Sears-Modern-Homes-Katalog angeboten wurden. Bei anderen handelte es sich um vorgefertigte Bausatzhäuser, die nach Plänen und Materialien von Sears gebaut wurden. Forscher haben jedoch in einigen Regionen des Landes das Enddatum 1942 bestätigt.[22]
2. Originalunterlagen für das Haus, einschließlich Blaupausen und Korrespondenzschreiben von Sears.
3. Öffentliche Aufzeichnungen: Von 1911 bis 1933 bot Sears Hypotheken für Eigenheime an, und Angestellte des Unternehmens Sears oder des Unternehmens Sears, Roebuck können auf der Hypothek oder der Urkunde für das Grundstück, auf dem das Haus gebaut wurde, genannt werden.[23] Zu den am häufigsten auf Hypotheken und Urkunden aufgeführten Angestellten des Unternehmens Sears gehören:
  - Edwards D. Ford (ab 1929)
  - Walker O. Lewis (hauptsächlich vor 1930)
  - John M. Ogden
  - E. Harrison Powell (ab 1930)
  - William C. Reed (hauptsächlich 1922–1929)
  - F. C. Schaub (ab 1932)
  - Nicholas Wieland (manchmal auch Weiland geschrieben)

4. In Städten, die über Baugenehmigungen verfügen, kann Sears, Roebuck als ursprünglicher Architekt aufgeführt sein. Für Häuser in und um Süd-Ohio liegen möglicherweise Finanzierungsunterlagen der „Norwood Sash and Door Company“ aus Norwood, Ohio, vor. Für einige Home-Club-Häuser gibt es Urkunden der „Port Newark Lumber and Material Company“.
5. Versandetiketten: Oftmals auf der Rückseite von Holzarbeiten wie Sockelleisten oder Tür- und Fensterverkleidungen zu finden, können Versandetiketten, die mit Sears in Verbindung stehen, darauf hinweisen, dass es sich bei dem Haus um ein Sears Modern Home handelt. Ab 1912 wurde der größte Teil der Holzarbeiten von der Sears-eigenen Norwood Sash and Door Company in der Nähe von Cincinnati, Ohio, ausgeführt. Mit der Eröffnung des Sears-Holzlagers in Port Newark im Jahr 1926 wurden jedoch die Bezugsquellen für Bauholz und Holzarbeiten erweitert. Der Wortlaut der Versandetiketten variierte und erwähnte entweder Sears Roebuck oder einfach die Adresse der Sears Roebuck Company in der 925 Homan Avenue in Chicago oder die Norwood Sash & Door Company. Es ist wichtig, sich daran zu erinnern, dass Baumaterialien, wie z. B. Fenster- und Türenkonstruktionen, separat von Sears gekauft werden konnten, so dass Fenster- und Türenkonstruktionen mit Versandetiketten allein kein definitiver Hinweis auf ein Modern Home von Sears sind.
6. Gestempeltes Holz: Am ehesten findet man in unfertigen Räumen wie einem Keller oder Dachboden Rahmenhölzer, die mit einem Buchstaben und einer Zahl gestempelt wurden. Diese Stempel befinden sich normalerweise auf oder in der Nähe der Enden der Holzteile. Diese Stempel wurden jedoch nicht auf Holz verwendet, das vor 1916 versandt wurde, als Sears begann, vorgeschnittenes Holz anzubieten. Außerdem kennzeichneten auch andere Baukastenfirmen ihr vorgeschnittenes Holz, so dass gekennzeichnetes Holz das Haus nicht unbedingt mit Sears in Verbindung bringt.
7. Goodwall-Plattenputz war ein frühes trockenbauähnliches Produkt, das von Sears angeboten wurde, und kann ein Hinweis auf ein Sears Modern Home sein.
8. Bei Sears Modern Homes, die in den 1930er Jahren gebaut wurden, kann ein kleines eingekreistes „SR“ in der unteren Ecke der Badewanne (am weitesten vom Wannenauslauf entfernt und in der Nähe des Bodens) und auf der Unterseite der Küchen- oder Badezimmerspüle eingegossen sein. Da Sears jedoch Badewannen und Waschbecken separat verkaufte, würde dies, wenn das Haus nicht mit einem von Sears angebotenen Modell übereinstimmt, kein zuverlässiges Indiz dafür sein, dass das Haus aus dem Sears Modern Homes-Programm stammt.

## Existierende Sears Modern Homes
Da die Verkaufsunterlagen der Abteilung Modern Homes vernichtet wurden, gibt es keine Möglichkeit, die Anzahl der noch existierenden Sears-Häuser endgültig zu überprüfen. Dokumentierte Sears-Häuser wurden überall in den Vereinigten Staaten und an einigen wenigen Orten in Kanada gefunden. Zu den Städten mit einer großen Anzahl von dokumentierten Sears Modern Homes gehören:
- Aurora (Illinois), mit 141.[27][28]
- Arlington County (Virginia), mit 162[29]
- Carlinville (Illinois), mit 149 im Gebiet Standard Addition und außerdem diversen weiteren Sears Häusern woanders in der Stadt. Calinville verfügt angeblich über die „höchste zusammenhängende Konzentration von Sears Häusern in den gesamten USA“.[30]
- Cincinnati (Ohio) und umgebende Gebiete in Süd-Ohio und Nord-Kentucky mit über 812.[31]
- Downers Grove (Illinois), mit 67.[32]
- Elgin (Illinois), mit 209.[33]
- Pittsburgh (Pennsylvania) und umgebende Vororte mit 1000 (696 direkt in Pittsburgh).[34]
- Philadelphia (Pennsylvania) und umgebende Gebiete[35]
- Prince George’s County, Montgomery County (Maryland), mit über 225.[35]
- Rockford (Illinois), mit 144.[36]
- Washington, D.C., mit über 300.[35]
- Wood River, (Illinois), mit 23.[37]
- Yonkers (New York), mit 121.[35]

Die Siedlung in Carlinville, Illinois, besteht aus Häusern, die 1918 von der Standard Oil Company für die Unterbringung ihrer Minenarbeiter zu einem Gesamtpreis von etwa 1 Million US-Dollar gekauft wurden. Die Häuser, bestehend aus acht Modellen, wurden alle in einem 12-Block-Gebiet gebaut, das als Standard Addition bekannt ist. Der Bau der Häuser dauerte neun Monate und wurde 1919 abgeschlossen. Der Großauftrag ist der größte bekannte Auftrag für Sears Modern Homes und führte dazu, dass Sears, Roebuck sein Modell „Carlin“ nach der Stadt benannte.
Nicht alle Sears-Häuser wurden zu Privatwohnungen. Auf dem Greenlawn-Friedhof in der Nähe der Hampton Roads Waterfront in Newport News, Virginia, ist das Gebäude der Friedhofsverwaltung ein Sears Modern Home aus dem Jahr 1936.
Wie die Standard Addition in Carlinville haben auch die Viertel mit Sears-Häusern noch immer einen Sinn für Identität und Gemeinschaft. Aus den Bewertungen von Hausbesitzern von damals und heute geht hervor, dass die Sears Modern Homes heute genauso geschätzt werden wie damals. Laut einer Rezension von Mary Ann O'Boyle aus Takoma Park, Maryland, fühlt sich ihr Sears-Haus „unverschämt amerikanisch an, die Art von Haus, die man in Filmen über die gute alte Zeit sieht“ und „erlaubt mir, mich mit der Vergangenheit zu verbinden“. Ein anderer Hausbesitzer, Erskine Hogue Stanberry, erklärt, dass sein Saratoga-Modell das „erste Haus in Chelsea mit elektrischem Licht“ war und dass sie „die originalen Sanitäranlagen und Leitungen verwenden“.

### Nationales Register für historische Stätten (USA)
Mehrere Sears Modern Homes sind in das National Register of Historic Places aufgenommen worden. Zu diesen gehören:
- Alhambra: Bei der Triangle Ranch in der Nähe von Philips, South Dakota
- Saratoga: Das Hogue House in Chelsea, Oklahoma[40]
- Strathmore: Chester Valentine House in Saranac Lake, New York

Sears Modern Homes sind auch in historischen Bezirken zu finden, die im National Register of Historic Places (USA) eingetragen sind:
- Eastwood Historic District: 10 Sears Modern Homes verschiedener Modelle in Cincinnati, Ohio
- Old Town College Park: Umfasst ein Sears Alhambra und ein Sears Sheridan in College Park, Maryland

## Moderne Interpretationen von Sears Modern Homes

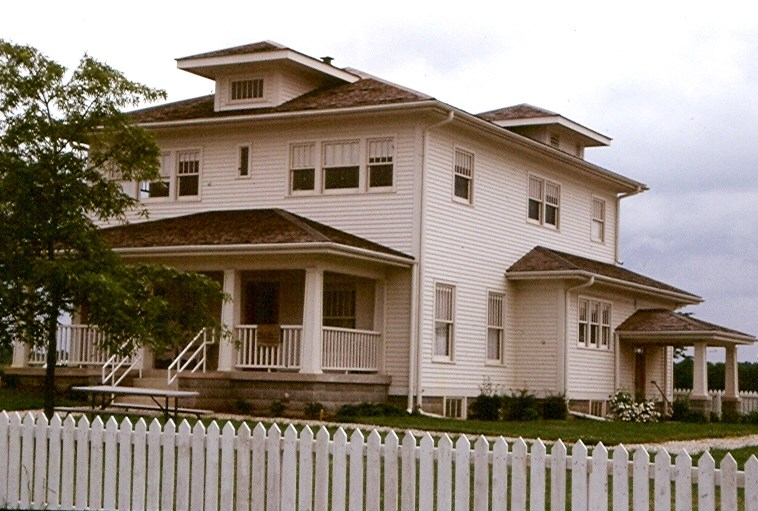
Moderne Reproduktion eines Sears Hillrose bei der Farm in Prophetstown in Battle Ground, Indiana

Es gibt Beispiele für moderne Häuser, die auf der Grundlage des Designs des Sears Modern Home gebaut wurden. In einigen Fällen verwendeten die Bauherren Pläne von Original-Sears-Häusern, um eine moderne Version eines Sears-Hauses zu errichten. In anderen Fällen folgte das Haus dem allgemeinen Design eines Sears-Hauses, ohne ein exaktes Duplikat zu sein.
Eine bekannte Nachbildung eines Sears-Hauses befindet sich im Museum „Farm at Prophetstown“ in Battle Ground, Indiana, das eine Nachbildung eines Hillrose-Modells zeigt. Das Haus ist Teil des Gehöfts im Museum.